# Битолска българска община
Битолската българска община е гражданско-църковно сдружение на българите екзархисти в Битоля, Османската империя, съществувало от 1868 до 1913 г., когато е закрита след Междусъюзническата война от новите сръбски власти.

## История

### До 1878 година
В средата на XIX век в Битоля започва дейност католическият орден на лазаристите, които отварят български училища с учители чужденци, които обаче не просъществуват дълго. През 1847 година е построено общинско българско училище, но под натиска на гъркоманите става гръцко. По-дейно българският църковен и просветен въпрос е повдигнат след Кримската война и издаването на Хатихумаюна в 1856 година. Върху развитието на българските обществени дела в Битоля благотворно влияние оказва и по-напредналият съседен град Прилеп. В Битоля се създава кръг български активисти от представители на добре организираните еснафски организации, който повежда борба срещу владиката Венедикт Византийски. Между 1860 и 1865 година Васил Манчев преподава в новобългарско училище. През 1867 година Неделя Петкова устройва българско девическо училище.
Общината е създадена официално в 1868 година с председател поп Георги (Георге, Гьорше) Апостолов от Прилеп, който е свещеник в Битоля от 1860 година. Сред основните ѝ дейци и благодетели са Константин Мишайков, Димитър В. Македонски и семейство Робеви и по-специално Димитър Робев, който е сред първите ѝ председатели. От 1871 година председател е Павел Божигробски. На Димитровден 1869 година по време на службата в църквата „Света Неделя“ не е споменато името на патриаршеския владика Партений Пелагонийски и така е заявена българската църковна самостоятелност. Общината с председател поп Ставре е призната от османските власти в 1875 година с право да избира членове за съдебните, административните и присъствени места на вилаета. Малко по-късно получава правото да посочва бирници за събиране на данъците, а на 22 март 1876 година и член-делегат в гражданско-наказателния съд на Битолския санджак. Кузман Шапкарев пише, че „за председател се избираше кога поп Ананий, а кога поп Ставри“.
През 1868 – 1869 година в Битоля учителства Димитър Македонски, а на следващата година Иван Жинзифов и Наум Филев, а между 1871 и 1872 година главен учител е Лука Нейчов, а след него отново Димитър Македонски до февруари 1873 година.
В 1872 година за пелагонийски митрополит е избран Евстатий, който е ръкоположен в 1873 година, но поради съпротивата на Патриаршията и на Портата, макар че общината настойчиво иска изпращане на владиката в Битоля, Евстатий така и не стъпва в града.
По отношение на църковния въпрос Битолската община е на крайно радикални позиции срещу всякакви отстъпки на Патриаршията, тъй като всички проекти за отстъпки предвиждат отстъпване на Битолската каза. В проекта на патриарх Антим VI Константинополски Пелагонийската епархия се разделя на две, като Прилепска каза се отстъпва на Екзархията, а Битолска остава патриаршистка. Битолската община, за да не бъде изненадана, настоява Екзархията да им дава сведения за преговорите с Патриаршията. Битолчани одобряват Богоявленската служба от 1872 година на Иларион Макариополски, Панарет Пловдивски и Иларион Ловчански и се изказват против акцията на 11-те в Цариград за компромис с Патриаршията от ноември 1873 г. и против посредническия опит на граф Николай Игнатиев.
Дейността на общината е временно замразена по време на Руско-турскато война. През май 1878 година Хаджи Петко и Димко Куев от името на Битолската община подписват Мемоара на българските църковно-училищни общини в Македония, с който се иска присъединяване на Македония към новообразуващата се българска държава.

### След 1878 година
След войната общината бързо е възстановена. През есента на 1880 година е избрана нова община с председател иконом поп Ставре, макар да има и силна противна партия около учителя Димитър Узунов и кандидата за председател архимандрит Ананий, председател на общината през 1869 година. Искането за утвърждаване е изпратено телеграфически, за да може да се потърсят в София пари за откриване на гимназия. Прилепската българска община с писмо от 8 юли до Екзархията също изказва мнение, че българска гимназия трябва да се открие в Битоля, поради голямото политическо значение и влияние, което би упражнила върху българите в цялата Пелагонийска епархия. Поп Ставре е и екзархийски наместник на Битолска епархия без да получава възнаграждение. В Битоля става учител Димитър Ризов, който основава в града младежки клуб със секретар Харитон Попов, които оглавяват противната на поп Ставре партия в града. За да утихнат страстите в Битоля Екзархията е принудена да изпрати в града архимандрит Козма Пречистански от Солун. Под ръководството му е избрана нова община, в която са представени и двете партии. В града е условена за учителка Вела Живкова, която урежда женското училище и женско дружество, но влиза в конфликт с консервативните общинари.
През 1889 година отваря врати Битолската българска класическа гимназия с пръв директор Антон Попстоилов. През 1897 година отваря врати училището „Свети Кирил и Методий“.
Към 1896 година в нея влизат 1100 къщи, което е около 3/4 от българското население. Управлява се от общински съвет, който се избира от народа. Председател на съвета е архимандритът, екзархийски наместник. Църквите към българската община са две – „Света Богородица“ и църквата „Света Неделя“, отвоювана в средата на 60-те години на XIX век, с чиито приходи е издържано българското училище.
Към 25 юли 1909 от десетте основни училища в Битоля завършват 1670 ученици, от които 692 са момичета, а гимназията завършват 194 деца. В този период годишния бюджет на общината, отпускан от Екзархията за училищата в Битоля, възлиза на 241 658 турски гроша. През учебната 1911/1912 година в Битоля работят девет основни смесени български училища с 37 учители и 902 ученици (628 мъже и 274 жени): централно отворено (от 1862 г.), в Горно Ени махала (1869), в Горни Баир (1871), в Бела чешма (1872), в Долни Баир (1883), в Арнаут махала (1883), в Курт-дере (1889), Долно Ени махала (1898) и в Мечкар махала (1905).
През 1913 година общината е разтурена от сръбските власти, а на 13 май същата година са арестувани всички български основни учители от Битоля и околията, както и класните учители.

## Председатели на общината и архиерейски наместници
| Име                                   | Години                          |
| ------------------------------------- | ------------------------------- |
| поп Георги (Георге, Гьорше) Апостолов | 1868 –                          |
| архимандрит Павел Божигробски         | 1871 –                          |
| поп Ставре                            | 70-те години на XIX век; 1880 – |
| йеромонах Ананий                      | 70-те години на XIX век         |

## Галерия
- Ученички в Българското девическо училище в Битоля
- Ученички и учители в Българското девическо училище в Битоля. Наталия Мончева, Неделя Апостолова, Василка Лазева, Мария Зердева, Атанас Михайлов. Източник Държавна агенция „Архиви“
- Учители и ученици от училищата в Битоля, 1910 г. Източник Държавна агенция „Архиви“